# Zighan
Zighan (anche Wadi Zighan) è una depressione di 310 metri posta nel deserto libico, nel distretto di Cufra in Libia, a circa 180 km a nord-nordovest di El-Tag e a est di Tazirbu. Presenta cinque pozzi, il più importante dei quali si chiama Bir el Hárasc. Attorno ai pozzi crescono alcune palme, ma non ci sono abitanti permanenti.